# Timómaco

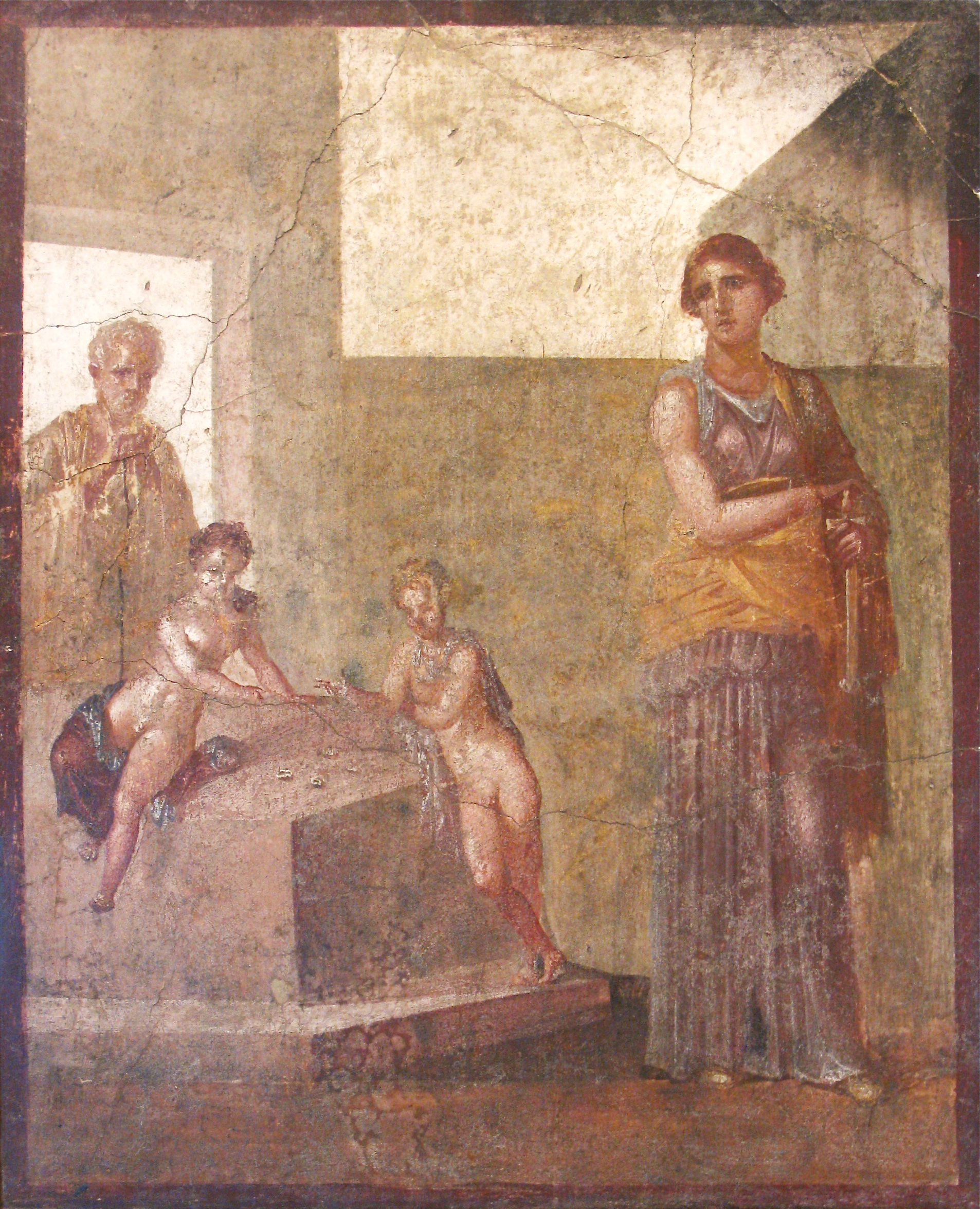
Fresco de la Casa de los Dióscuros, que se cree inspirado en Timómaco.

Timómaco de Bizancio (o Timómaco, un transliteración del original griego Τιμόμαχος) fue un influyente pintor griego del siglo I a. C.

## Trabajos
Plinio el Viejo, en su Historia Natural (35.136), registra que Julio César había adquirido dos pinturas de Timómaco, una de Áyax durante su locura, y otra de Medea meditando el asesinato de sus hijos, que le costaron la considerable suma de 80 talentos.: : 178  Los estudiosos han conectado estos trabajos con el traslado de Medea y Áyax de Cícico, un antiguo puerto de Anatolia, mencionado por Cicerón en In Verrem (2.4.135), y proponen que César los adquirió allí, poco después de su victoria en Farsalia: : 308  Las pinturas, "una pareja unida entre sí por su ira" : 210  fueron instaladas frente al Templo de Venus Genetrix, y permanecieron allí hasta su destrucción durante un incendio en el año 80 d. C.
La Antología de Planudes conserva una serie de epigramas sobre la Medea, que notan su estado incompleto, y alaban su intensidad emocional y verosimilitud. Los estudiosos creen que dos conocidas representaciones de Medea preservadas en Pompeya fueron compuestas bajo la influencia del trabajo de Timómaco: : 309–310 